# ローン・ジョッキー

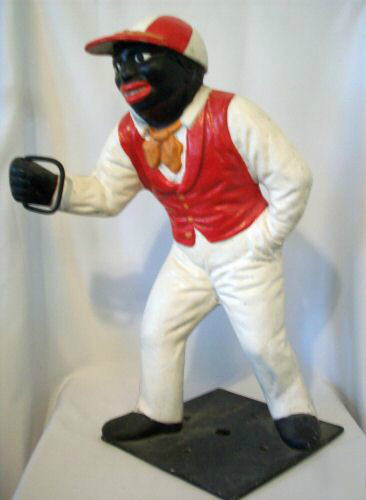
ジョコー型のローン・ジョッキー

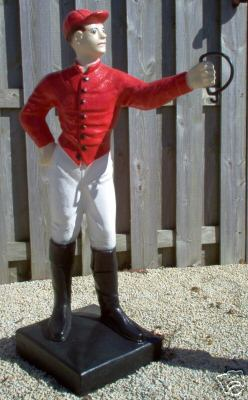
カヴァリエ・スピリット型のローン・ジョッキー

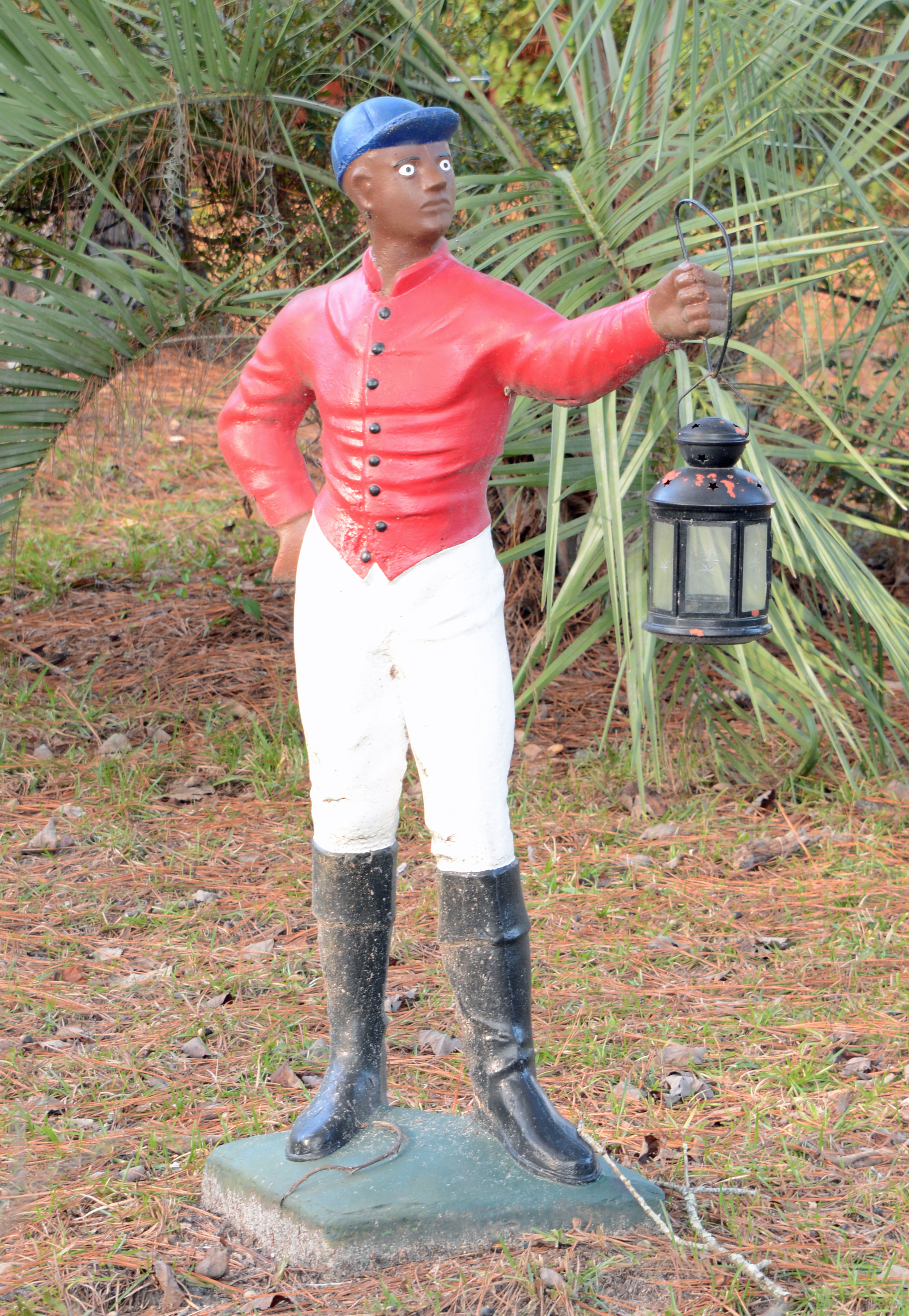
ランタンを提げたローン・ジョッキー

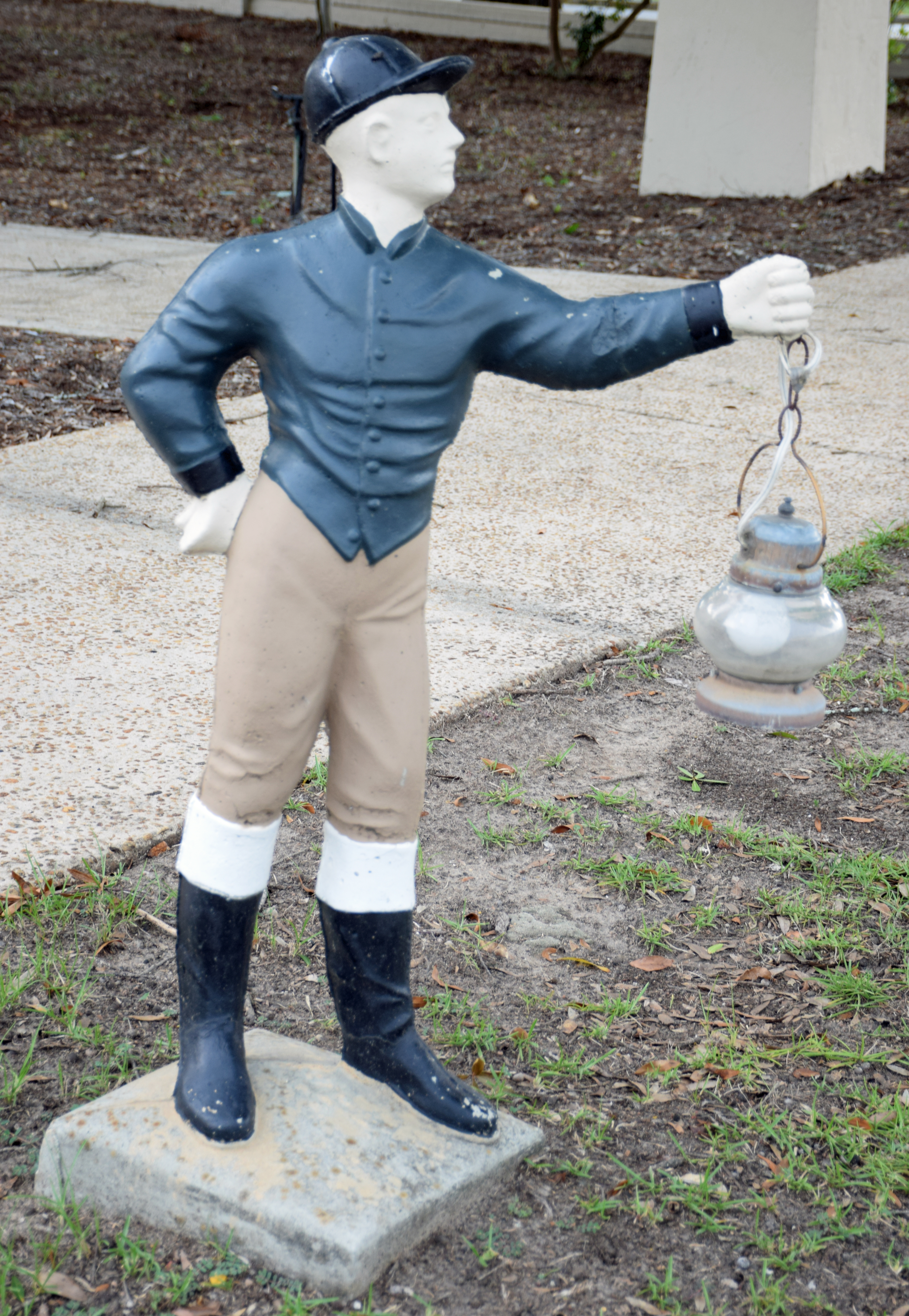
ランタンを提げたローン・ジョッキー

ローン・ジョッキー（英語: lawn jockey）は、前庭に置かれる騎手の服装をした男性の像である。もとは馬をつなぐ柱として使われたが、後にその役割は失われ、装飾的なものとして使われるようになった。像は人の背丈の半分またはそれより小さく、馬の手綱を取るように片手を持ち上げ、その先に金属の輪やランタンなどを提げている。像はコンクリート製が多いが、鉄など他の素材で作られることもある。

## 種類
ローン・ジョッキーにはいくつかの型があるが、よく作られたのは短身の「ジョコー」（英: jocko）と長身の「カヴァリエ・スピリット」（英: cavalier spirit）である。
ジョコージョコーはずんぐりした体型で身をかがめた姿勢をとり、右手を挙げている。若い黒人男性をカートゥーン風に描いたデザインで、顔立ちが強調され、白目の描かれた大きな目に大きな赤い唇、大きく平たい鼻、縮れた髪の毛などが現されている。これらの部位はけばけばしい色で描かれ、肌は光沢のある黒色に塗られた。後にこれらの像は人種差別的であるとされ、多くの像の肌がピンク色に塗り直された。
カヴァリエ・スピリットカヴァリエ・スピリットはすらりとした体型で直立の姿勢をとり、左手を挙げている。若い男性の外観を誇張なく描いたデザインで、はっきりとした色合いで塗られ、肌は光沢のある黒色やパステルピンクに仕上げられた。白い七分丈ズボンに黒いブーツ、明るい赤色や濃い緑色のベストや帽子を身に付けている。

## 背景
リバー・ロード・アフリカン・アメリカン博物館（en）によると、ローン・ジョッキーはアフリカ系アメリカ人の若者ジョコー・グレイヴス（英: Jocko Graves）の伝説に起源を持つという。グレイヴスはアメリカ独立戦争時のトレントンの戦いで、ジョージ・ワシントン将軍の命令を守って馬の番をし、明かりを掲げて軍の戻りを待っていたが、凍え死んでしまう。将軍はグレイヴスを追悼し、彼の像を作ったという。しかし、この話の典拠としてよく引用される『Mammy and Uncle Mose』（Indiana University Press, 1994）の著者ケネス・W・ゴーイングス（英: Kenneth W. Goings）は、この言い伝えを疑わしいものとして見ている。
テンプル大学アフロ・アメリカン・コレクションの名誉キュレーターで『Hippocrene Guide to the Underground Railroad』（Hippocrene Books, 1994）の著者チャールズ・L・ブロックソンは、黒人奴隷の逃亡を支援した組織「地下鉄道」でローン・ジョッキーが利用されたと主張する。「像の腕に緑色のリボンが結ばれた場合は安全を示し、赤色の場合は止まらずに進み続けることを意味した」という。

## 大衆文化におけるローン・ジョッキー

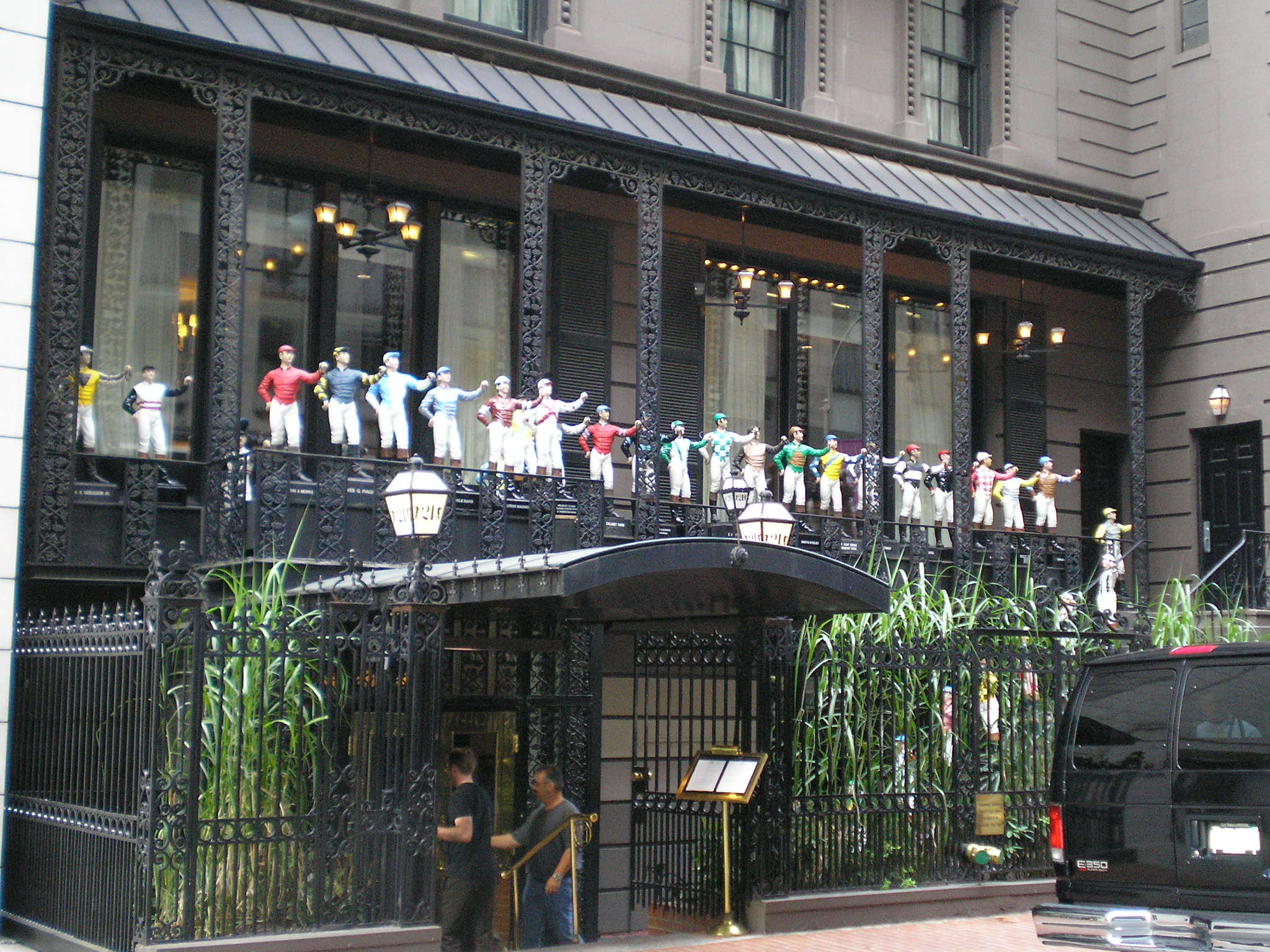
21クラブに飾られたローン・ジョッキー

- フラナリー・オコナーの短編小説「人造黒人」（en）では、ローン・ジョッキーが象徴的な役割を果たしている。
- マンハッタンのレストラン21クラブのバルコニーには、常連客や競馬関係者から贈られた数十体のローン・ジョッキーが飾られている。像は著名な競走馬の服の色に塗られている[2]。